# Badme
Badme (Äthiopische Schrift: ባድመ Badmä, arabisch بادمة) ist eine Stadt im Yirga-Dreieck und war Brennpunkt eines Gebietsdisputs zwischen Eritrea und Äthiopien. Sie wurde von Eritrea als Teil der Gash-Barka-Region angesehen, von Äthiopien bis 2018 als Teil der Mirabawi-Zone der Region Tigray beansprucht. Dieser Konflikt löste den Eritrea-Äthiopien-Krieg von 1998 bis 2000 wesentlich mit aus.
Der Zentralen Statistikagentur Äthiopiens (CSA) zufolge lebten im Jahr 2005 insgesamt 1563 Menschen in Badme, darunter 834 Männer und 729 Frauen. Für 1994 bezifferte die CSA 892 Einwohner, davon 734 Tigray, einen Amharen und 157 eritreische Staatsangehörige. Angaben von eritreischer Seite konnten bisher nicht gefunden werden.

## Geschichte
Der Grenzverlauf zwischen den beiden Ländern wurde 1902 zwischen Äthiopien und Italien in einem Vertrag festgelegt. Eritrea war zu jener Zeit als Teil Italienisch-Ostafrikas italienische Kolonie (Colonia Eritrea). Allerdings wurde die Grenze um Badme damals schlecht definiert. Seit der Unabhängigkeit Eritreas 1993 stritten sich daher die beiden Staaten um deren genauen Verlauf. Im November 1977 übergab die Volksbefreiungsfront von Tigray (TPLF) – die seit 1991 als Teil der Koalition EPRDF Äthiopien regiert – Badme an die Eritreische Volksbefreiungsfront (EPLF), die heute als Volksfront für Demokratie und Gerechtigkeit (PFDJ) in Eritrea herrscht.
Im Jahr 2000 unterzeichneten Eritrea und Äthiopien das Abkommen von Algier, in dem sie den Grenzkonflikt in die Hände einer Haager Grenzkommission geben. Beide Parteien kamen darin überein, sich den Weisungen der Kommission zu fügen. Die Kommission legte 2002 die Grenze fest und schlug dabei Badme Eritrea zu. Viele der Bewohner von Badme sehen sich jedoch noch als äthiopische Bürger.
Die Sudan Tribune berichtete, dass sich die Bewohner Badmes im Januar 2005 in Listen für die äthiopischen Wahlen eintrugen. Diese Berichte wurden jedoch durch andere Meldungen relativiert, wonach Äthiopien während der Verhandlungen in Den Haag hunderte Bürger nach Badme umsiedelte.

## Aktuelle Lage
Trotz der ursprünglichen Übereinkunft, die Bestimmungen des Abkommens von Algier zu befolgen, verweigerte Äthiopien bis Juni 2018 einen Rückzug zur neuen, durch die Grenzkommission festgesetzten Grenze und wies damit deren Entscheidung zurück. Als Ergebnis dessen fanden sich Tausende vertriebene Menschen in Flüchtlingslagern wieder. Auch die Gefahr eines erneuten Kriegs bestand weiter fort.
Am 5. Juni 2018 erklärte die äthiopische Regierung, dass sie bereit sei, die Regelungen des Grenzabkommens von 2002 zu akzeptieren und diese umsetzen werde. Dazu gehöre auch die Übergabe von Badme an Eritrea.
Weitere umstrittene Gebiete entlang der Grenze zwischen Eritrea und Äthiopien waren Tsorona und Zalambessa sowie Bure. Am 9. Juli 2018 wurde ein Friedensvertrag zwischen den beiden Ländern geschlossen.